# Who'd Have Known
"Who'd Have Known" là đĩa đơn thứ năm (thứ tư ở Anh) và cuối cùng từ album thứ hai của nữ nghệ sĩ thu âm người Anh Lily Allen, It's Not Me, It's You. Nó đã được phát hành ngày 30 tháng 11 năm 2009 bởi hãng Regal Recordings. Bài hát được sáng tác bởi Allen và Greg Kurstin, còn âm nhạc chịu nhiều ảnh hưởng từ "Shine" của Take That. Nhiều nhà phê bình đã khen ngợi bài hát và giọng hát của Allen trong bài hát, còn video âm nhạc mô tả Lily Allen một người hâm mộ cuồng nhiệt của Elton John.
Đĩa đơn xuất hiện với vị trí số 64 trên UK Singles Chart ngày 22 tháng 11 năm 2009. Ngày 6 tháng 12, ca khúc lọt vào top 40 ở vị trí số 39 và đây là thành tích cao nhất trên bảng xếp hạng này.

## Thông tin
Trước khi It's Not Me, It's You được phát hành, Allen đã đăng một ca khúc có tên "Who'd of Known" lên trang MySpace của mình, tiết lộ rằng cô đã sử dụng phần nhạc nền ca khúc "Shine" của Take That và nói: "Tôi đã tách lấy phần điệp khúc của Take That và chuyện giấy tờ sẽ chẳng đáng lo ngại.", về bài hát mà sau này trong It's Not Me, It's You được gọi là "Who'd Have Known". Trong một cuộc phỏng vấn, Lily đã nói "Greg chơi đàn và tôi hát. Rồi khi chúng tôi hát cho một vài người khác nghe, họ nói rằng bài hát này giống như 'Shine'". Take That đã không đồng ý hát cùng Allen, nhưng họ cho cô quyền thu âm nó vì họ thích bài hát này. Trong danh sách thực hiện in trên đĩa nhạc, ban nhạc đã được ghi là đồng sáng tác ca khúc.
Về nhạc lý, "Who'd Have Known" được viết ở nhịp C, tempo 84 nhịp/phút. Bài hát được hát ở giọng Fa trưởng, nhạc nền có âm thanh của dương cầm và ghi-ta.

## Danh sách bài hát và định dạng
Quảng cáo - CD đĩa đơn
1. "Who'd Have Known" — 3:51
2. "Who'd Have Known" (Instrumental) — 3:48

Đĩa đơn download nhạc số
1. "Who'd Have Known" (Instrumental) — 3:51
2. "The Fear (Death Metal Disco Scene Vocal Remix) — 5:42
3. "Who'd Have Known" — 3:48

## Video âm nhạc

Allen và nhân vật đóng Elton John trong video âm nhạc "Who'd Have Known".

Video âm nhạc cho "Who'd Have Known" mô tả Lily Allen là một người hâm mộ cuồng nhiệt của Elton John. Nó bắt đầu với cảnh cô nằm trên giường xem một buổi hòa nhạc của Elton John phát trên vô tuyến, trong phòng các DVD và tạp chí có đầy hình của ông, cùng với một tấm poster lớn của ông treo trên tường. Elton John, được đóng bởi một diễn viên trong video, nhận được một lá thư của Allen thổ lộ tình cảm của cô với ông, cùng với đó là một bức ảnh của hai người, nhưng ông đã lờ đi như không có gì. John rời khỏi nhà và bắt một chiếc xe, nhưng người lái chiếc xe đó lại là Allen. Cô đã bắt cóc ông và đưa về nhà cô, trói ông vào một chiếc ghế. Tại đây, cô chơi đàn, uống rượu, xem báo, ôm John và vẽ một tấm chân dung ông. Sau đó cô đưa ống nghe điện thoại cho Elton và ép ông nói với một người bạn nào đó của ông, "I want you to know that I have fallen deeply in love with Lily" (Tôi muốn bạn biết tôi đang yêu Lily rất nhiều). Rồi họ cùng ngồi trên ghế xem John biểu diễn trên TV và đến khi Allen thiếp đi, ông đã cởi được dây trói và trốn khỏi tòa nhà.

## Danh sách thực hiện
- Hát chính – Lily Allen
- Sáng tác – Lily Allen, Greg Kurstin và Take That
- Sản xuất – Greg Kurstin
- Hòa âm – Greg Kurstin
- Thu âm gốc – Geoff Pesche
- Quản lý khác – Todd Interland

## Xếp hạng
| Bảng xếp hạng (2009) | Vị trí cao nhất |
| -------------------- | --------------- |
| Anh Quốc (OCC)       | 39              |
| Hà Lan Tipparade     | 4               |
| Úc (ARIA)            | 54              |